# Central Idaho Dark Sky Reserve
La Central Idaho Dark Sky Reserve ("Riserva Cielo Scuro dell'Idaho centrale") è un'area dello stato dell'Idaho (USA) a basso inquinamento luminoso, istituita nel 2017, prima del genere negli USA.
L'area comprende territori delle contee di Custer, Blaine, Elmore e Boise, ed è attraversata dall'autostrada statale SH 75.